# 拉萨净土男子篮球俱乐部
拉萨净土男子篮球俱乐部，成立于2015年2月，是西藏自治区首家篮球俱乐部。

## 历史
组建职业篮球队一直是拉萨市体育局的目标。2015年2月，拉萨市体育局有关负责人说：“我们要组建的是职业球队，目标是参加2015年的NBL比赛。”
2015年2月15日，拉萨净土男子篮球俱乐部由拉萨市净土产业投资开发有限公司投资1000万元注册成立。2015年5月7日，中国篮协官方网站公布了2015年全国男子篮球联赛（NBL）运动员注册资格，拉萨净土队的14人名单获得公示，这意味着在新赛季西藏自治区将拥有第一支职业篮球队。
因拉萨市缺少高水平运动员，拉萨市体育局遂面向全中国公开招聘男子篮球运动员。根据2015年5月7日中国篮协的公示名单，拉萨净土队首批14名注册球员是：巴智超、韩党建、洛松多吉、倪庆庆、曲振杰、仁青曲扎、申屠骏、隋志恒、姚广国、张朝龙、张术、周国强、于洋、沈修培。其中，巴智超、申屠骏、张朝龙、张术、于洋、曲振杰都曾是CBA球员。
拉萨净土队成立后，将主场设在海拔3658米的拉萨市群众文化体育中心体育馆，成为中国乃至全世界海拔最高的主场。

## 球馆
| 赛季  | 球馆                         | 城市 | 座位数 | 备注 |
| ----- | ---------------------------- | ---- | ------ | ---- |
| 2015- | 拉萨市群众文化体育中心体育馆 | 拉萨 | ？     | NBL  |